# Граф Хэнсона
Граф Хэнсона Gi — это неориентированный бесконечный граф, единственный счётный однородный граф, не содержащий клики с i вершинами, но содержащий в качестве подграфов все свободные от Ki графы. Например, G3 является графом без треугольников, содержащим все конечные свободные от треугольников графы.
Графы названы именем К. Уорда Хэнсона, опубликовавшим их построение в 1971 (для всех {\displaystyle i\geqslant 3}). Первый из этих графов G3 называется однородным свободным от треугольников графом или универсальным свободным от треугольников графом.

## Построение
Для построения этих графов Хэнсон упорядочивает вершины графа Радо в последовательность со свойством, что для любого конечного множества S вершин существует бесконечное много вершин, имеющих S в качестве множества самых ранних соседей (cуществование такой последовательности единственным образом определяет граф Радо). Затем он определяет Gi как порождённый подграф графа Радо, образованный удалением конечных вершин (в выбранном порядке) любой i-клики графа Радо.
При таком построении любой граф Gi является порождённым подграфом графа Gi + 1, а объединением этой цепочки подграфов является сам граф Радо. Поскольку в любом графе Gi исключена по меньшей мере одна вершина i-клики графа Радо, в Gi не может быть i-клик.

## Универсальность
Любой конечный или счётный свободный от i-клик граф H можно найти как порождённый подграф графа Gi путём последовательного добавления вершин, более ранние вершины которых в Gi соответствуют множеству более ранних соседей соответствующих вершин в H. Таким образом, Gi является универсальным графом для семейства свободных от i-кликов графов.
Поскольку существуют свободные от i-клик графы с произвольно большим хроматическим числом, граф Хэнсона имеет бесконечное хроматическое число. Более строго, если граф Хэнсона Gi разбить на любое конечное число порождённых подграфов, то по меньшей мере один из этих графов включает все свободные от i-клик конечные графы в качестве порождённых подграфов.

## Симметрия
Подобно графу Радо граф G3 содержит двунаправленный гамильтонов путь, такой, что любая симметрия пути является симметрией всего графа. Однако это не верно для Gi, когда i > 3 — для этих графов любой автоморфизм графа имеет более одной орбиты.